# Prusa i3

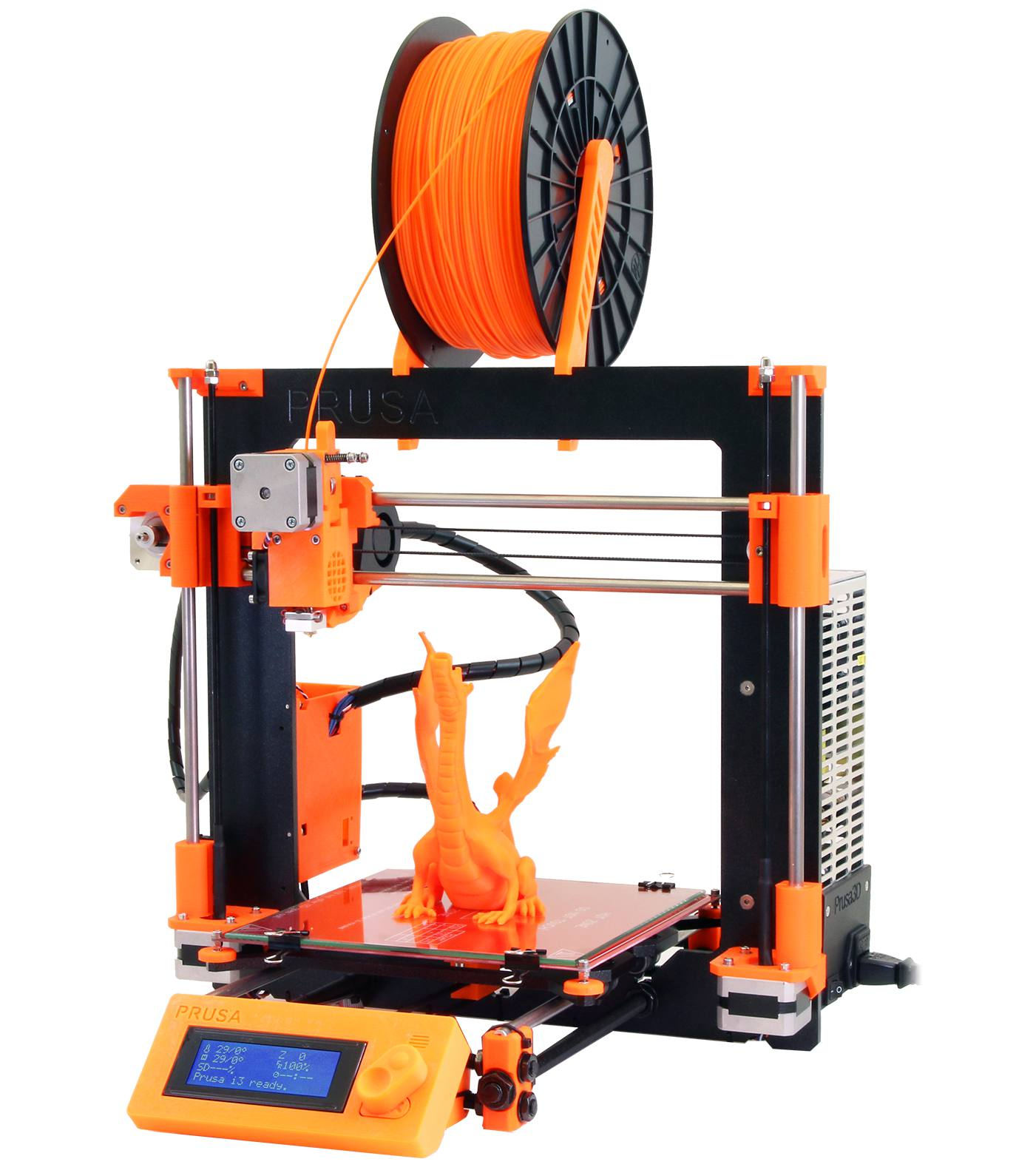
Prusa i3

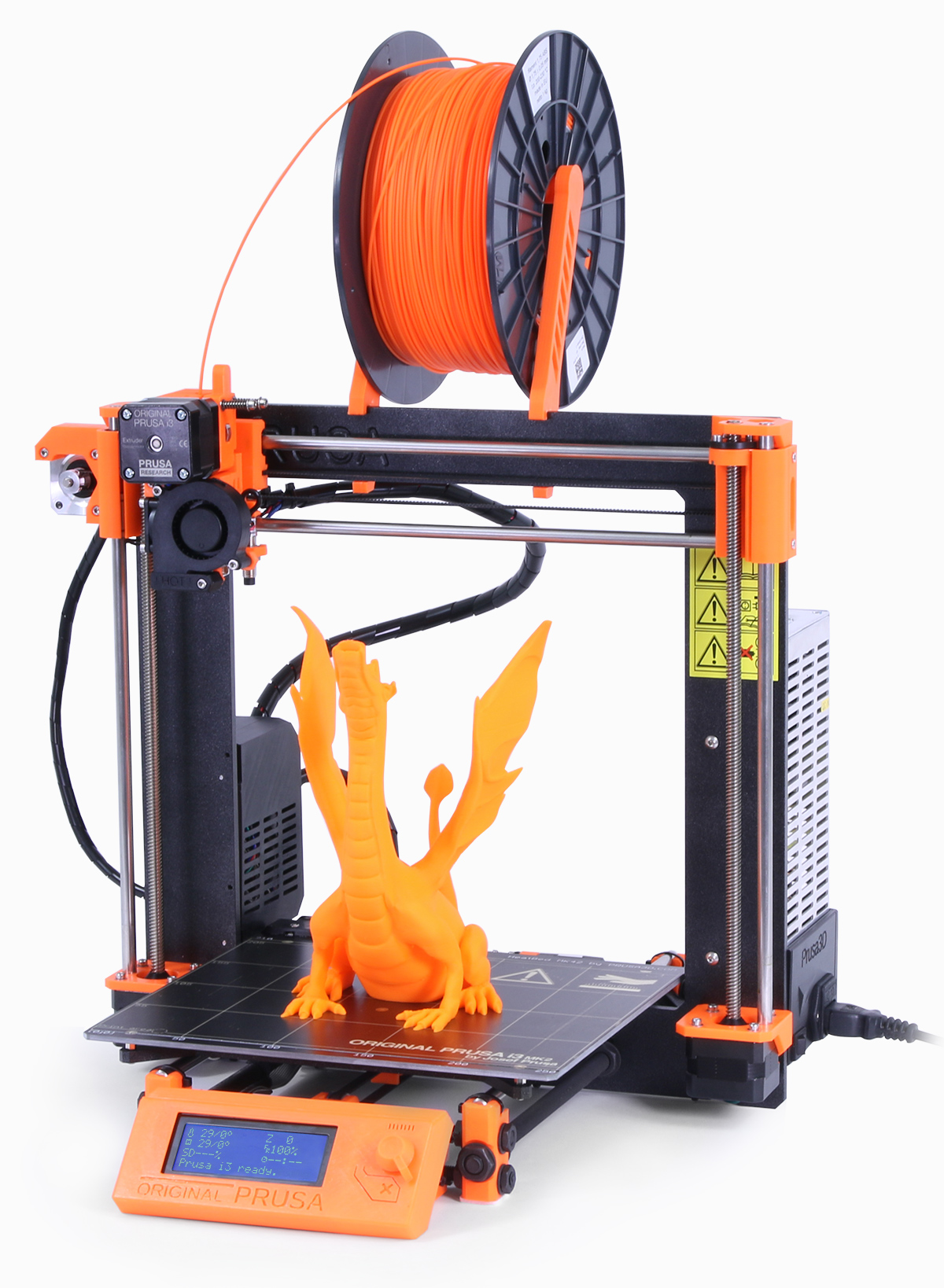
Prusa i3 MK2

Prusa i3 — 3D-принтер з відкритим вихідним кодом проєкту RepRap, через порівняно низьку вартість комплектуючих і простоту відтворення та модифікації є найбільш поширеною у світі моделлю 3D-принтера. Як і інші моделі принтерів RepRap Prusa i3 здатен частково відтворювати сам себе. Принтер з'явився на ринку в 2012 році і є третьою моделлю 3D-принтерів розробника проєкту RepRap Йозефа Пруса.
Основою конструкції принтера є звичайні будівельні шпильки.
У травні 2016 вийшла нова версія Prusa i3 — Prusa i3 MK2. Конструкція Prusa i3 MK2 містить кілька удосконалень у порівнянні з принтером i3, у першу чергу можливість автоматичного вирівнювання стола, на якому відбувається друк. Для цього на голівці встановлений датчик, який вимірює відстань від голівки до дев'яти точок столу.